# تيريزا ميلر
تيريزا ميلر (بالإنجليزية: Teresa Millar)‏ هي مجدفة بريطانية، ولدت في 22 سبتمبر 1956 في نورثامبتون في المملكة المتحدة.

## وصلات خارجية
- تيريزا ميلر على موقع الاتحاد الدولي للتجديف (الإنجليزية)
- تيريزا ميلر على موقع اللجنة الأولمبية الدولية (الإنجليزية)
- تيريزا ميلر على موقع أوليمبيديا (الإنجليزية)